# Maria Alfero
Maria Alfero   (1 de març de 1922 - 4 de setembre de 2001) va ser una atleta italiana, especialista en curses de velocitat, que va competir durant la dècada de 1930.
Al seu palmarès destaca una medalla de bronze al Campionat d'Europa d'atletisme de 1938 en els relleus 4×100 metres. Formà equip amb Maria Apollonio, Rosetta Cattaneo i Italia Lucchini. Aquell mateix 1938 guanyà el campionat nacional dels 100 metres.